# پادشاه چونگموک
چونگ‌موک (زاده ۱۳۳۷) (حکومت ۱۳۴۴ - ۱۳۴۸) بیست و نهمین پادشاه گوریو بود. او پسر چونگ‌هه بود. او از سال ۱۳۴۴ تا سال ۱۳۴۸ به عنوان پادشاه گوریو حکومت کرد.